# Discografie van Nothing but Thieves
Hieronder volgt de discografie van de Britse band Nothing but Thieves, met name hun albums, hun nummers met een notering in een hitlijst en hun Top 2000-noteringen.

## Albums
| Album               | Verschijnen      | Label      | Hitlijsten | Hitlijsten | Hitlijsten | Hitlijsten | Hitlijsten | Hitlijsten | Hitlijsten | Hitlijsten | Hitlijsten | Hitlijsten | Opmerkingen                     |
| Album               | Verschijnen      | Label      | BE (VL)    | BE (VL)    | BE (WA)    | BE (WA)    | NL         | NL         | GB         | US         | DE         | FR         | Opmerkingen                     |
| Album               | Verschijnen      | Label      | Piek       | Weken      | Piek       | Weken      | Piek       | Weken      | Piek       | Piek       | Piek       | Piek       | Opmerkingen                     |
| ------------------- | ---------------- | ---------- | ---------- | ---------- | ---------- | ---------- | ---------- | ---------- | ---------- | ---------- | ---------- | ---------- | ------------------------------- |
| Nothing but Thieves | 16 oktober 2015  | Sony Music | 111        | 4          | 104        | 4          | 36         | 14         | 7          | 130        | —          | —          | Studioalbum / Goud in Nederland |
| Broken Machine      | 8 september 2017 | Sony Music | 29         | 3          | 76         | 4          | 8          | 36         | 2          | 195        | 67         | —          | Studioalbum / Goud in Nederland |
| Moral Panic         | 23 oktober 2020  | Sony Music | 21         | 8          | 70         | 3          | 5          | 14         | 3          | —          | 35         | —          | Studioalbum                     |
| Dead Club City      | 30 juni 2023     | Sony Music | 8          | 19         | 34         | 3          | 1 (1wk)    | 25         | 1 (1wk)    | —          | 31         | 89         | Studioalbum                     |

## Singles
| Lied                                                   | Verschijnen       | Album                                 | Hitlijsten | Hitlijsten | Hitlijsten | Hitlijsten | Hitlijsten  | Hitlijsten  | Hitlijsten   | Hitlijsten   | Hitlijsten | Opmerkingen                                                     |
| Lied                                                   | Verschijnen       | Album                                 | BE (VL)    | BE (VL)    | BE (WA)    | BE (WA)    | NL (Top 40) | NL (Top 40) | NL (Top 100) | NL (Top 100) | GB         | Opmerkingen                                                     |
| Lied                                                   | Verschijnen       | Album                                 | Piek       | Weken      | Piek       | Weken      | Piek        | Weken       | Piek         | Weken        | Piek       | Opmerkingen                                                     |
| ------------------------------------------------------ | ----------------- | ------------------------------------- | ---------- | ---------- | ---------- | ---------- | ----------- | ----------- | ------------ | ------------ | ---------- | --------------------------------------------------------------- |
| Graveyard Whistling                                    | 20 juli 2014      | Nothing but Thieves                   | tip50      | —          | —          | —          | —           | —           | —            | —            | —          |                                                                 |
| Wake Up Call                                           | 20 oktober 2014   | Nothing but Thieves                   | tip21      | —          | —          | —          | —           | —           | —            | —            | —          |                                                                 |
| Itch                                                   | 26 maart 2015     | Nothing but Thieves                   | tip51      | —          | —          | —          | —           | —           | —            | —            | —          |                                                                 |
| Trip Switch                                            | 18 juni 2015      | Nothing but Thieves                   | tip10      | —          | —          | —          | 35          | 2           | —            | —            | —          | 3FM Megahit                                                     |
| Amsterdam                                              | 5 mei 2017        | Broken Machine                        | tip        | —          | —          | —          | —           | —           | —            | —            | —          | 3FM Megahit                                                     |
| Sorry                                                  | 19 juli 2017      | Broken Machine                        | tip        | —          | tip29      | —          | 29          | 8           | —            | —            | 89         | 3FM Megahit                                                     |
| Particles                                              | 10 november 2017  | Broken Machine                        | —          | —          | tip        | —          | tip14       | —           | —            | —            | —          |                                                                 |
| Is Everybody Going Crazy?                              | 18 maart 2020     | Moral Panic                           | tip15      | —          | —          | —          | tip16       | —           | —            | —            | —          | 3FM Megahit                                                     |
| Impossible                                             | 14 september 2020 | Moral Panic                           | 45         | 4          | tip34      | —          | 26          | 8           | 69           | 5            | —          | MNM-Big Hit / NPO Radio 2 TopSong / 3FM Megahit                 |
| Alone (Nothing but Thieves remix) (met Rag'n'Bone Man) | 31 augustus 2021  | Life by Misadventure (Rag'n'Bone Man) | —          | —          | —          | —          | tip5        | —           | —            | —            | —          | NPO Radio 2 TopSong / 3FM Megahit                               |
| Life's Coming in Slow                                  | 18 februari 2022  | —                                     | —          | —          | —          | —          | —           | —           | —            | —            | —          | 3FM Megahit                                                     |
| Welcome to the DCC                                     | 15 maart 2023     | Dead Club City                        | —          | —          | —          | —          | 29          | 13          | —            | —            | 97         | NPO Radio 2 TopSong / 3FM Megahit / 538 Favourite               |
| Overcome                                               | 10 mei 2023       | Dead Club City                        | 44         | 6          | —          | —          | 6           | 35          | 29           | 33           | —          | Alarmschijf / NPO Radio 2 TopSong / 3FM Megahit / 538 Favourite |
| Something on My Mind                                   | 8 september 2023  | —                                     | 4          | 22         | —          | —          | 29          | 7           | —            | —            | —          | met Purple Disco Machine en Duke Dumont                         |
| Oh No :: He Said What?                                 | 29 januari 2024   | —                                     | —          | —          | —          | —          | tip2        | —           | —            | —            | —          |                                                                 |

## NPO Radio 2 Top 2000
| Nummers met noteringen in de NPO Radio 2 Top 2000 | '17  | '18 | '19 | '20 | '21 | '22 | '23 | '24  |
| ------------------------------------------------- | ---- | --- | --- | --- | --- | --- | --- | ---- |
| Amsterdam                                         | 1715 | 636 | 727 | 517 | 512 | 321 | 236 | 204  |
| Impossible (Orchestral Version)                   | ×    | ×   | ×   | 180 | 97  | 77  | 58  | 40   |
| Overcome                                          | ×    | ×   | ×   | ×   | ×   | ×   | 600 | 185  |
| Sorry                                             | 1034 | 546 | 691 | 505 | 582 | 446 | 345 | 364  |
| Welcome to the DCC                                | ×    | ×   | ×   | ×   | ×   | ×   | -   | 1168 |

1. ↑  Een '-' betekent dat het nummer niet was genoteerd, een '×' betekent dat het nummer nog niet was uitgebracht en een vetgedrukt getal geeft de hoogste notering van een nummer aan.
2. ↑  2017 was het eerste jaar met een notering voor Nothing but Thieves.